# Tuamotu
Quần đảo Tuamotu (tiếng Pháp: Archipel des Tuamotu hay îles Tuamotu) là một chuỗi các đảo và rạn san hô vòng của Polynésie thuộc Pháp. Đây là chuỗi rạn san hô vòng lớn nhất thế giới, trải dài trên một vùng có diện tích cỡ Tây Âu trên Thái Bình Dương. Dân bản xứ là người Polynesia với cùng một nền văn hóa và ngôn ngữ. Nơi này lúc đầu bị người Tahiti gọi là "quần đảo khúm núm" trước khi được nhà cầm quyền Pháp đổi tên thành "Tuamotu" ("quần đảo xa xôi").

## Phân khu hành chính
Polynésie thuộc Pháp là một nhóm đảo bán tự trị được chỉ định là xứ hải ngoại thuộc Pháp. Quần đảo Tuamotu cùng với quần đảo Gambier hợp thành Îles Tuamotu-Gambier - một trong năm phân khu hành chính của Polynésie thuộc Pháp.
Quần đảo Tuamotu gồm 16 xã là Anaa, Arutua, Fakarava, Fangatau, Hao, Hikueru, Makemo, Manihi, Napuka, Nukutavake, Puka Puka, Rangiroa, Reao, Takaroa, Tatakoto và Tureia.

### Phân khu bầu cử
Các xã ở Tuamotu được phân thành hai khu vực bầu cử (circonscriptions électorales) khác nhau có ghế trong Hội đồng Lập pháp Polynésie thuộc Pháp. Khu bầu cử Îles Gambier et Tuamotu Est (nghĩa là "quần đảo Gambier và Tuamotu Đông") bao gồm xã Gambier và 11 xã ở đông Tuamotu là Anaa, Fangatau, Hao, Hikueru, Makemo, Napuka, Nukutavake, Pukapuka, Reao, Tatakoto và Tureia. Năm xã còn lại ở tây Tuamotu là Arutua, Fakarava, Manihi, Rangiroa và Takaroa thì hợp thành khu bầu cử Îles Tuamotu Ouest (nghĩa là "quần đảo Tuamotu Tây").

## Địa lý

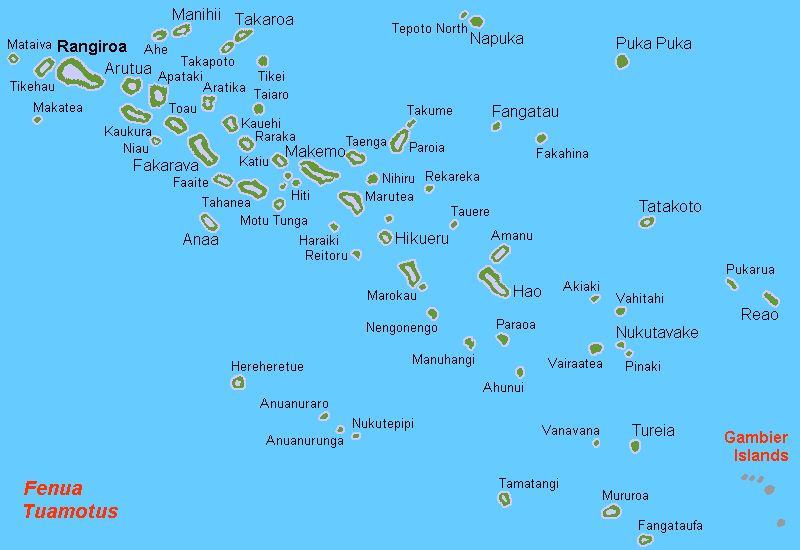
Bản đồ quần đảo Tuamotu

Mặc dầu trải rộng trên một diện tích biển rất lớn nhưng tổng diện tích đất nổi của quần đảo Tuamotu chỉ vào khoảng 885 km². Khí hậu nhiệt đới ấm áp và không phân mùa rõ rệt. Nhiệt độ trung bình năm duy trì tương đối với mức 26 °C. Do không có hồ hay sông để lấy nước nên nước mưa là nguồn cung cấp nước ngọt duy nhất tại quần đảo. Lượng mưa trung bình trong năm đạt 1.400 mm. Giữa các tháng không có sự khác biệt nhiều về lượng mưa, dù rằng tháng 9 và tháng 11 là những tháng mưa ít hơn cả.

### Địa chất
Các đảo ở Tuamotu đều là các "đảo thấp" mà về bản chất là các đê cát nằm trên các ám tiêu san hô. Makatea ở tây nam quần đảo Palliser là một trong ba hòn đảo nhiều phosphat nhất trong Thái Bình Dương (hai hòn còn lại là đảo Banana ở Kiribati và quốc đảo Nauru). Quần đảo Gambier là một phần của quần đảo Tuamotu xét về mặt địa lý (khoảng cách) nhưng lại khác biệt hẳn với quần đảo này về mặt địa chất và văn hoá.
Rạn san hô vòng Taiaro ở phía tây bắc của Tuamotu là một ví dụ hiếm hoi về rạn san hô vòng có vụng biển kín hoàn toàn với đại dương. Tổ chức Giáo dục, Khoa học và Văn hóa Liên Hợp Quốc (UNESCO) đã công nhận rạn vòng này là Khu dự trữ sinh quyển thế giới vào năm 1977.
Quần đảo có mức ổn định địa chất cao do hình thành từ đới đứt gãy Phục Sinh hoạt động yếu. Người ta chưa từng ghi nhận trường hợp phun trào núi lửa nào trong quá khứ.

## Hệ động thực vật
Lượng đất ít ỏi trên các đảo san hô nơi đây không cho phép thảm thực vật phát triển đa dạng. Dừa là loại cây mang ý nghĩa kinh tế quan trọng. Ở vài đảo người ta có trồng cây vani. Các loại rau quả chủ yếu là khoai mỡ, khoai nước, xa kê và các loại trái cây nhiệt đới. Lá cây dứa dại từ lâu được dùng để lợp mái nhà tranh cũng như làm thảm và mũ.
Các rạn san hô đa dạng chủng loài là ngôi nhà của nhiều thực vật sống dưới nước. Các sinh vật sống nơi nước mặt có thể kể ra là chim biển, côn trùng và thằn lằn. Quần đảo chỉ có 57 loài chim nhưng trong đó mười loài là đặc hữu như Todiramphus gambieri, Acrocephalus atyphus và Prosobonia cancellata. Có mười ba loài bị đe doạ trên phạm vi toàn cầu và một loài đã tuyệt chủng.

## Dân cư

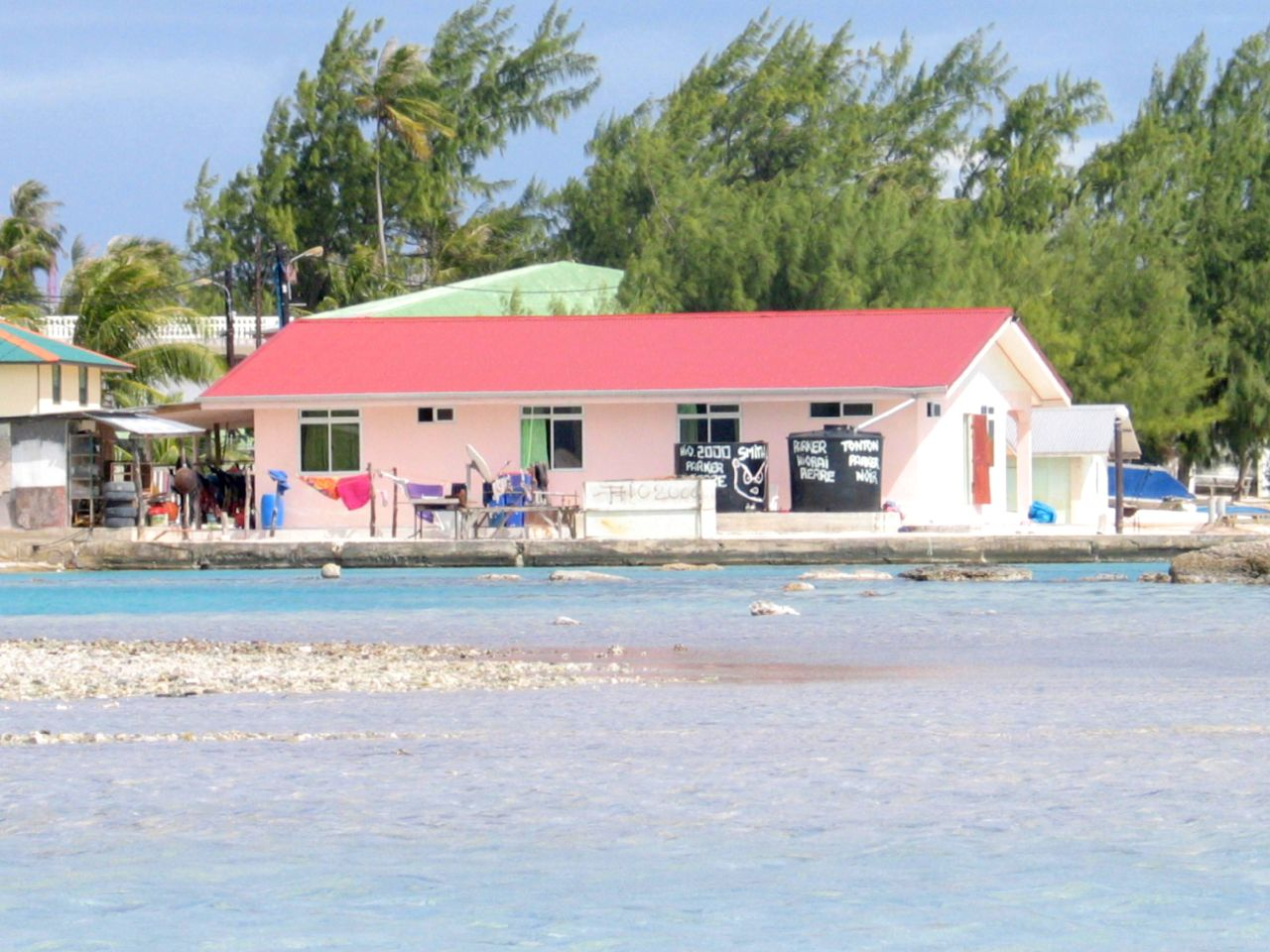
Một cảnh bờ biển điển hình ở Tuamotu

Theo thống kê năm 2007, dân số quần đảo Tuamotu (tính cả quần đảo Gambier) là 18.317 người (8.100 người năm 1983 và 15.862 người năm 2002). Trong số này có 769 người sống trong vòng bán kính 215 hải lý (400 km) xung quanh Mururoa và Fangataufa - hai khu vực từng là nơi thử hạt nhân của Pháp.
Ngôn ngữ phổ biến ở quần đảo Tuamotu là tiếng Tuamotu; riêng ở Puka-Puka thì người ta dùng tiếng Marquises. Dân quần đảo Gambier gần đó nói tiếng Mangareva.

## Kinh tế

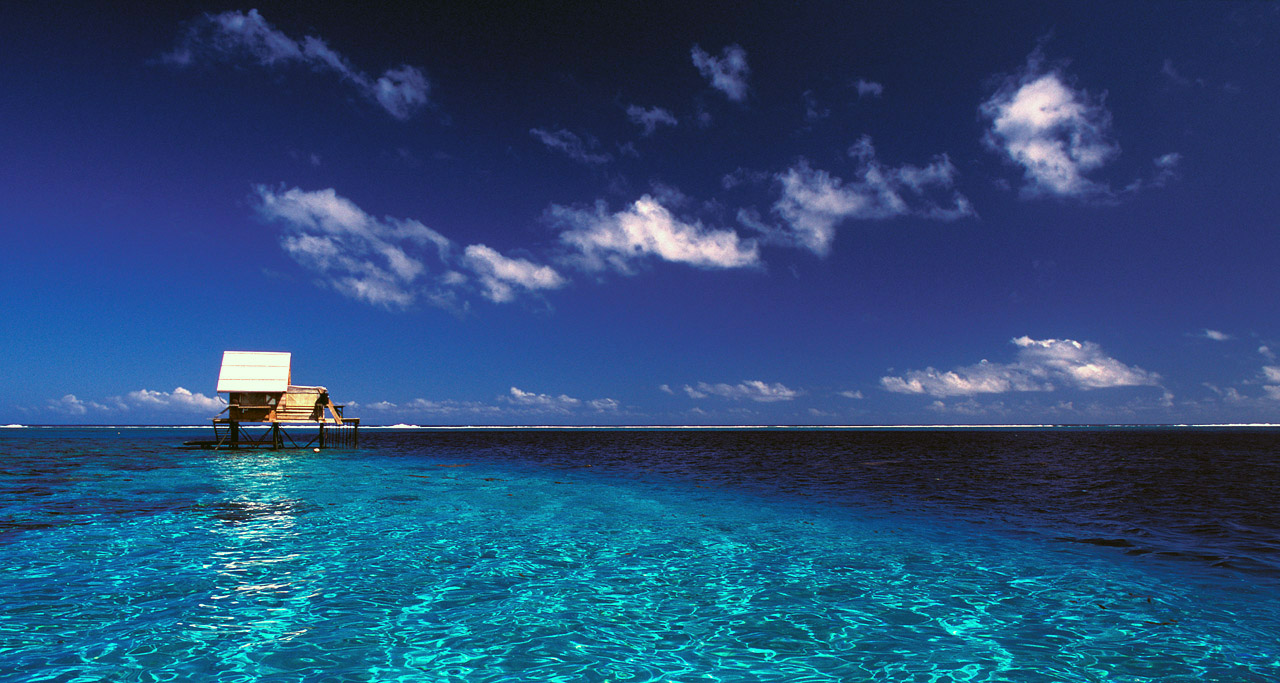
Trại nuôi trai lấy ngọc ở Tuamotu

Kinh tế quần đảo Tuamotu chủ yếu là nông nghiệp tự cung tự cấp. Nguồn thu nhập bổ sung quan trọng nhất là từ hoạt động nuôi trai đen lấy ngọc và chế biến cùi dừa khô. Thu nhập từ du lịch vẫn còn nghèo nàn, đặc biệt là khi so sánh với ngành du lịch của quần đảo Société gần đó. Hạ tầng du lịch sơ sài có ở rạn san hô vòng Rangiroa và Manihi, nơi du khách có thể trải nghiệm lặn biển và bơi ống thở.

## Lịch sử
Nhìn chung lịch sử thuở đầu của quần đảo Tuamotu bị bao phủ một màn sương bí ẩn. Các phát hiện khảo cổ học dẫn tới kết luận rằng có người từ quần đảo Société đến sống ở phần phía tây của quần đảo vào khoảng năm 700. Có các nền phẳng dùng để tổ chức nghi lễ (gọi là marae) xây bằng các khối san hô trên các đảo Rangiroa, Manihi và Mativa. Người ta vẫn chưa biết đích xác niên đại của chúng.
Vào năm 1521, Fernão de Magalhães (Ferdinand Magellan) là người châu Âu lần đầu tiên đặt chân đến quần đảo Tuamotu. Tiếp sau ông còn nhiều chuyến viếng thăm khác, gồm:
- Pedro Fernandes de Queirós, thủy thủ người Bồ Đào Nha, năm 1606;
- Willem Schouten và Jacob Le Maire, thủy thủ người Hà Lan, năm 1616;
- Jakob Roggeveen, năm 1722 (ông cũng là người châu Âu đầu tiên ghé đảo Phục Sinh);
- John Byron, năm 1765;
- Louis Antoine de Bougainville, năm 1768;
- James Cook, năm 1769;
- Domingo de Bonecheanăm 1774 và
- Otto von Kotzebue, nhà hàng hải người Đức khi đó phục vụ cho sa hoàng Nga, năm 1815.

Các chuyến đi này đều không mang tính chính trị do quần đảo khi đó vẫn nằm trong vòng ảnh hưởng của triều đình Pomare ở Tahiti.
Đầu thế kỉ 19, các nhà truyền đạo Kitô đặt chân đến quần đảo này. Các thương nhân mang ngọc trai nơi đây về bán tại thị trường châu Âu từ cuối thế kỉ 19, khiến họ thèm muốn sở hữu quần đảo này. Người Pháp cưỡng ép vua Pomare V của Tahiti phải thoái vị và tuyến bố chủ quyền đối với quần đảo dù chưa bao giờ chính thức sáp nhập chúng vào lãnh thổ của mình.
Vào năm 1888, nhà văn Robert Louis Stevenson và Fanny Vandegrift Stevenson du lịch qua nhiều đảo thuộc Tuamotu trên du thuyền Casco, và những điều ghi nhận được từ chuyến đi được xuất bản trong cuốn sách có nhan đề In the South Seas. Nhà văn Jack London cũng viết truyện The Seed of McCoy dựa trên sự kiện tàu Pyrenees dù bị cháy nhưng đã cập bến đảo Mangareva an toàn năm 1900.
Năm 1947, quần đảo xuất hiện trên các tít báo khắp thế giới qua sự kiện nhà khảo cổ học Thor Heyerdahl vượt biển từ Nam Mỹ đến Raroia thuộc Tuamotu trên chiếc bè Kon-Tiki của ông. Về sau báo chí còn nhắc đến các rạn san hô vòng Moruroa và Fangataufa của Tuamotu do đây là những nơi thử hạt nhân của Pháp.

## Phân nhóm đảo
Quần đảo Tuamotu bao gồm bảy nhóm đảo - rạn san hô vòng là:
| - Puka-Puka - Napuka - Tepoto Nord - Hereheretue - Anuanuraro - Anuanurunga - Nukutepipi - Fangatau - Fakahina - Tatakoto - Akiaki - Vahitahi - Nukutavake - Vairaatea - Pinaki - Reao - Pukarua - Vanavana - Tureia - Tematangi - Moruroa - Fangataufa | - Rekareka (Tehuata) - Tauere - Amanu - Hao - Paraoa - Nengonengo - Manuhangi - Ahunui - Tekokota - Hikueru - Reitoru - Marokau - Ravahere - Ahe - Manihi - Takaroa - Takapoto - Tikei - Fakarava - Niau - Toau - Arutua - Apataki - Kaukura - Mataiva - Tikehau - Rangiroa - Makatea | - Anaa - Faaite - Tahanea - Motutunga - Takume - Raroia - Taenga - Nihiru - Makemo - Katiu - Tuanake - Hiti - Tepoto Sud - Marutea Nord - Haraiki - Aratika - Kauehi - Taiaro - Raraka |

Các nhóm đảo có liên quan:
- Quần đảo Gambier: Akamaru, Angakauitai, Aukena, Kamaka, Kouaku, Makapu, Makaroa, Mangareva, Manui, Mekiro, Papuri, Puaumu, Taravai, Tokorua và Totengengie.
- Nhóm đảo Ngoại Gambier: Marutea Sud, Maria Est, Morane và Temoe.
- Nhóm đảo Actéon: Matureivavao, Tenararo, Tenarunga và Vahanga.